# Château de Zétrud
Le château de Zétrud est un édifice de style néo-classique situé à Zétrud-Lumay, section de la ville belge de Jodoigne, en Brabant wallon.

## Localisation
Le château de Zétrud se dresse au no 655 de la chaussée de Tirlemont, à côté de l'église Saint-Barthélemy de Zétrud-Lumay,, à environ 1 km au nord-est du village de Zétrud-Lumay et à 5 km au nord-est de Jodoigne. Il se situe à 500 m au sud de la chapelle Notre-Dame de Bon Secours de Zétrud-Lumay.

## Historique
Le lieu constituait la seigneurie du lignage de Zétrud, cité depuis le XIIe siècle.
Un ancien château aurait existé dans les prairies voisines de la Gette, à l'endroit dit le Parc ou le Grand Parc, mais cette opinion n'est basée que sur une découverte d'antiquités, faite en cet endroit vers 1856.
Le bâtiment principal du château a été reconstruit en 1842 à partir d'un édifice traditionnel plus ancien et sa façade est ornée des armoiries des familles d'Astier et de Waha.

## Statut patrimonial
Non classé, le château de Zétrud-Lumay fait cependant l'objet d'une « inscription » comme monument et figure à l'Inventaire du patrimoine immobilier culturel de la Wallonie sous la référence 25048-INV-0213-02.

## Architecture

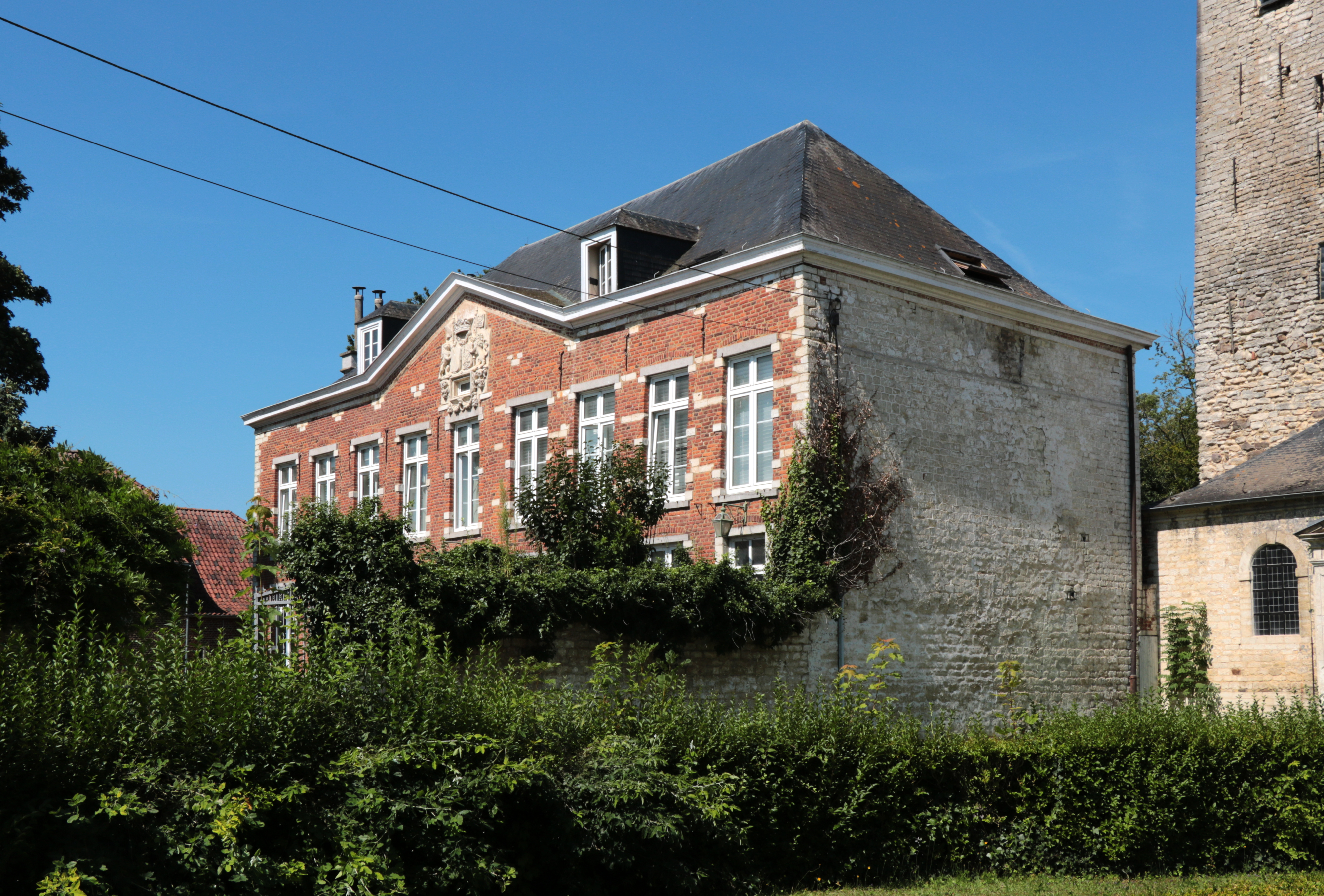
Le château vu de l'est.
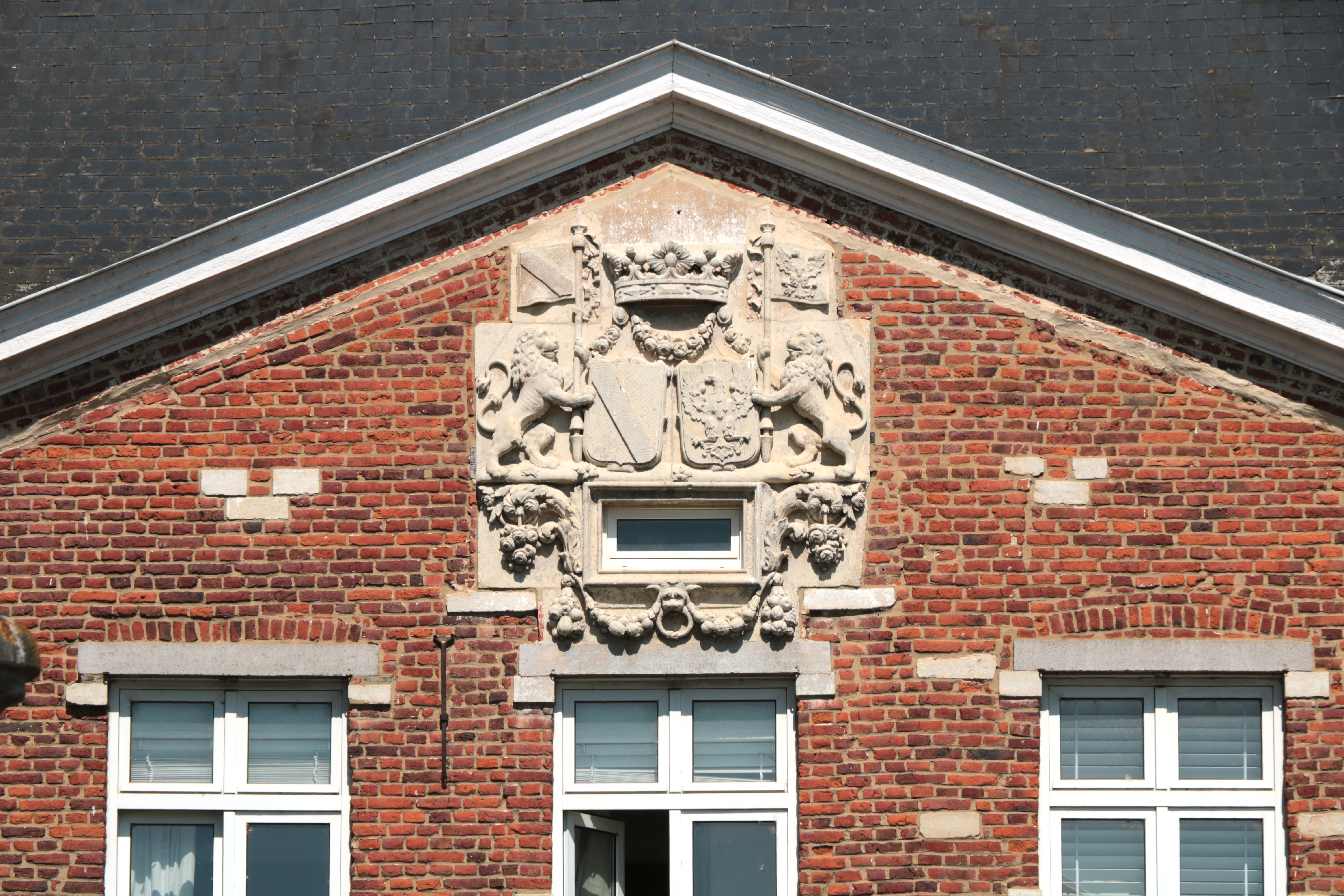
Armoiries des familles d'Astier et de Waha.